# 13368 Wlodekofman
13368 Wlodekofman (1998 UV24) là một tiểu hành tinh vành đai chính.